# Катков, Фёдор Леонтьевич

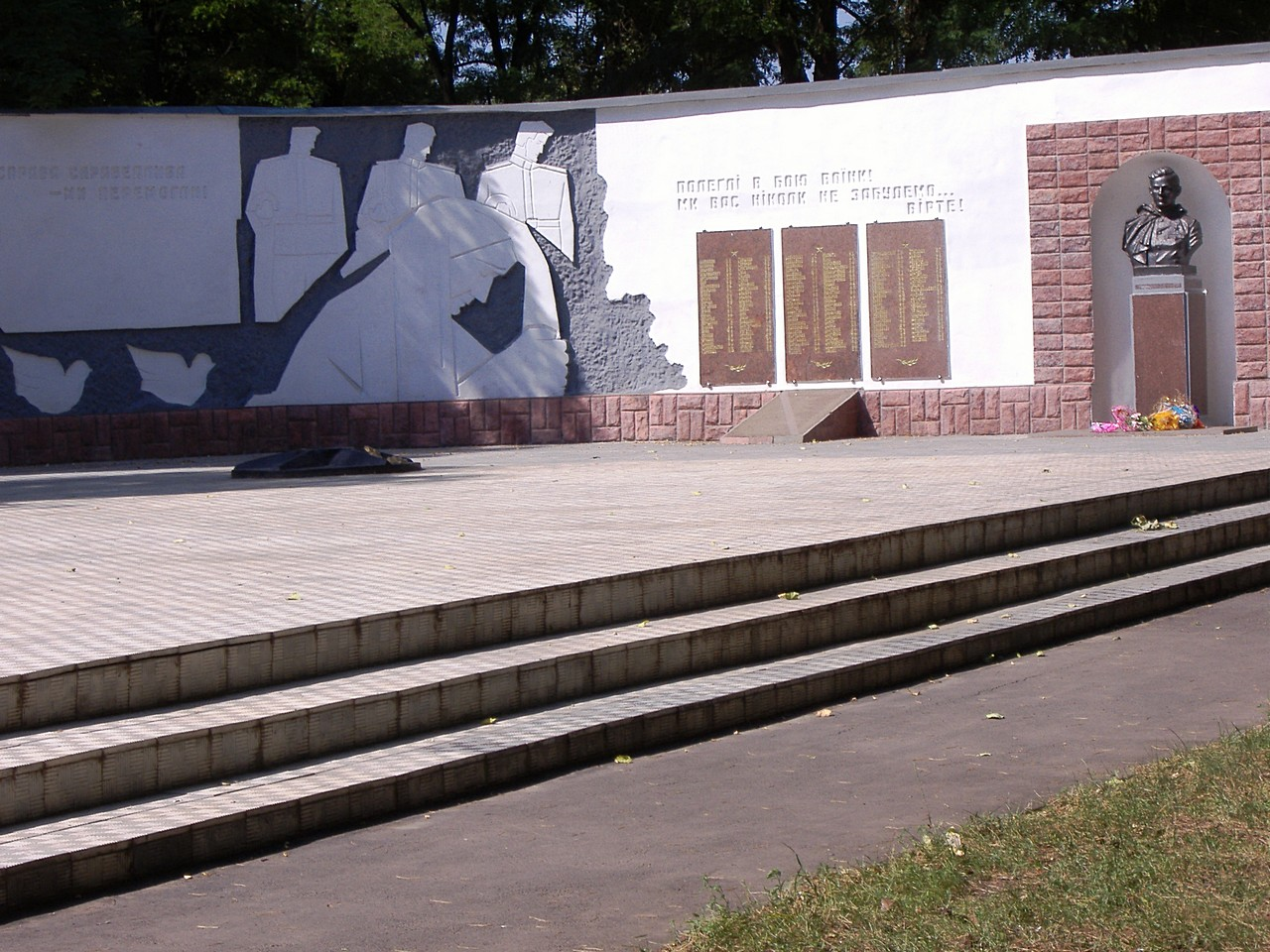
Памятник-бюст Каткову на Монументе Славы в Кривом Роге

Фёдор Леонтьевич Катков (20 сентября 1916, Малая Тумна, Енисейская губерния — 5 мая 1944, Адамовка, Одесская область) — гвардии старший лейтенант Рабоче-крестьянской Красной армии, участник Великой Отечественной войны, Герой Советского Союза (1944).

## Биография
Родился 20 сентября 1916 года в деревне Малая Тумна (ныне Балахтинский район Красноярского края).
После окончания средней школы работал учителем в школе. В 1937 году был призван на службу в Рабоче-крестьянскую Красную армию. В 1938 году окончил Тамбовское военное училище. Служил на Дальнем Востоке.
С октября 1942 года — на фронтах Великой Отечественной войны. Принимал участие в боях на Сталинградском, Донском, Юго-Западном, 3-м Украинском фронтах. Участвовал в Сталинградской битве, освобождении Донбасса, битве за Днепр.
К марту 1944 года гвардии старший лейтенант Фёдор Катков командовал 93-й отдельной гвардейской разведротой 88-й гвардейской стрелковой дивизии 28-го гвардейского стрелкового корпуса 8-й гвардейской армии 3-го Украинского фронта. Отличился во время форсирования реки Ингулец. В ночь со 2 на 3 марта во главе штурмовой группы переправился через Ингулец в районе посёлка Зелёное Криворожского района Днепропетровской области Украинской ССР и захватил опорный пункт немецких войск. Группа успешно подключилась к проводной линии связи противника, что позволило прослушивать его переговоры и вести дезинформирование штабов подразделений дивизии вермахта. Также группе удалось захватить батарею крупнокалиберных артиллерийских орудий и грузовик с боекомплектом.
5 мая 1944 года Катков погиб в бою у села Адамовка Ивановского района Одесской области, где и был похоронен. В апреле 1975 года перезахоронен в городе Ингулец (ныне в черте города Кривой Рог) на Монументе Славы.
Указом Президиума Верховного Совета СССР от 3 июня 1944 года за «образцовое выполнение боевых заданий командования на фронте борьбы с немецкими захватчиками и проявленные при этом отвагу и геройство» гвардии старший лейтенант Фёдор Катков посмертно был удостоен высокого звания Героя Советского Союза.

## Награды
- Медаль «Золотая Звезда» (3 июня 1944);
- Орден Ленина (3 июня 1944);
- Орден Александра Невского;
- Медаль «За отвагу»[1].

## Память
- Именем названа улица в Балахте, установлен бюст на его могиле[1];
- Именем названа улица в Кривом Роге, в присоединённом бывшем городе Ингулец[2];
- Памятник-бюст Каткову на монументе Славы в Кривом Роге[3];
- Указательная доска в Кривом Роге[4].